# Zenillia phrynoides
Zenillia phrynoides är en tvåvingeart som först beskrevs av Baranov 1939.  Zenillia phrynoides ingår i släktet Zenillia och familjen parasitflugor. Inga underarter finns listade i Catalogue of Life.